# کالج هنر کالیفرنیا
کالج هنر کالیفرنیا (به انگلیسی: California College of the Arts) در سال ۱۹۰۷ میلادی تأسیس شد و از همان آغاز فعالیت‌های آموزشی، پژوهشی خود را در رشته‌های هنر، طراحی، معماری و نویسندگی شروع کرد. این دانشگاه دارای دو دانشکده است. دانشکده اول در اوکلند و دیگری در سان‌فرانسیسکو واقع است. لازم به ذکر است که هر دو شهر اوکلند و سان‌فرانسیسکو در ایالت کالیفرنیای آمریکا قرار دارند.
کالج هنر کالیفرنیا، یکی از قدیمی‌ترین بنیادهای هنرهای زیبا و طراحی در ایالات متحده است.